# FMA Ae. T.1
FMA Ae. T.1 — аргентинский коммерческий авиалайнер начала 1930-х годов, первый в своём классе в Аргентине и Южной Америке. Совместная разработка конструкторов фирм «Fabrica Militar de Aviones» и «Sección Experimental de Transportes Aéreos». Всего было построено 3 самолёта.

## История
Первый опытный образец совершил полёт 15 апреля 1933 года, под управлением лётчика-испытателя Хосе Онорио Родригеса (исп. José Honorio Rodríguez). Испытания самолёта прошли успешно, однако крупных заказов не последовало. Три Ае. Т.1 поступили в эскадрилью «Sol de Mayo» в течение 1933—1934 годов. Самолёты использовались для коммерческих перевозок между Кордовой и Буэнос-Айресом. Каждая из машин имела собственное название: «Хенераль Сан-Мартин» (исп. General San Martín), «Декан Фунес» (исп. Deán Funes) и «Хорхе Ньюбери» (исп. Jorge Newbery).
16 июня 1934 года на самолёте «Deán Funes» была предпринята попытка перелёта по Патагонии, отличавшейся крайне неблагоприятными климатическими условиями. В числе пассажиров был директор Air France Колин Джиннел. Перелёт протяжённостью 6500 километров прошёл успешно, а самолёт Ае. Т.1 стал первым летательным аппаратом, доставившим почту в Ушуаю.

## Конструкция
Представлял собой низкокрылый моноплан нормальной схемы. Шасси неубирающееся, консольной схемы. Ae. T.1 оснащался поршневым двигателем Lorraine-Dietrich 12Eb, расположенным в носовой части фюзеляжа. Крылья деревянные, корпус самолёта выполненный из стальных труб, обшивался тканью.

## Тактико-технические характеристики
Источник данных: 

Технические характеристики
- Экипаж: 3 (2 пилота и радист)
- Пассажировместимость: 5
- Длина: 9,70 м
- Размах крыла: 17,30 м
- Высота: 4,36 м
- Площадь крыла: 37,0 м²
- Масса пустого: 1750 кг
- Масса снаряжённого: 2810 кг
- Силовая установка: 1 × ПД Lorraine-Dietrich 12Eb
- Мощность двигателей: 1 × 450 л.с.

Лётные характеристики
- Максимальная скорость: 225 км/ч
- Крейсерская скорость: 195 км/ч
- Практическая дальность: 1170 км
- Практический потолок: 6 000 м